# DEFA-Studio für Trickfilme

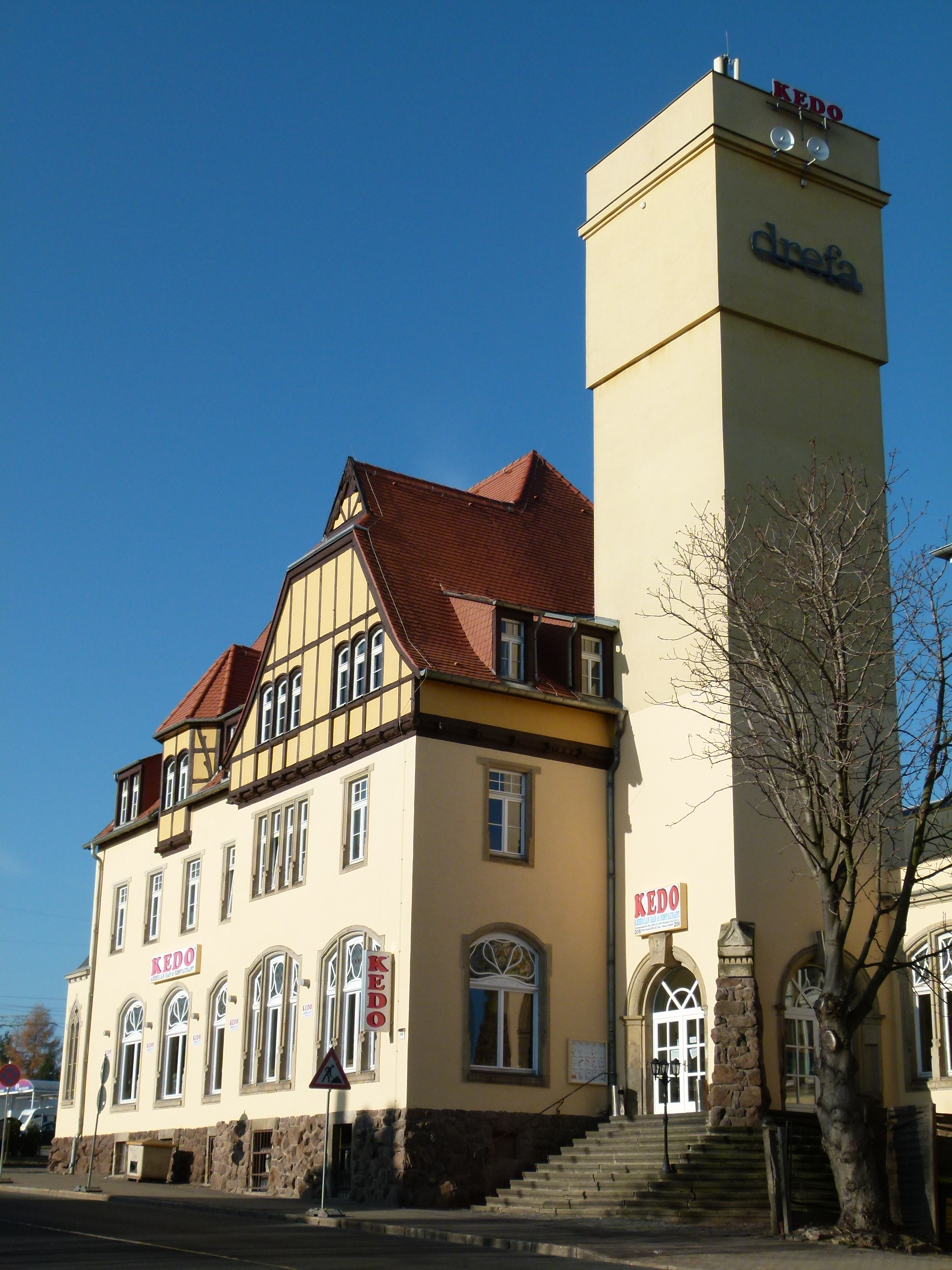
Sitz des DEFA-Studios für Trickfilme: ehemaliger Gasthof Zum Reichsschmied, Kesselsdorfer Straße 208 in Dresden-Gorbitz, noch mit dem 2013 entfernten DREFA-Schriftzug am Turm, 2011

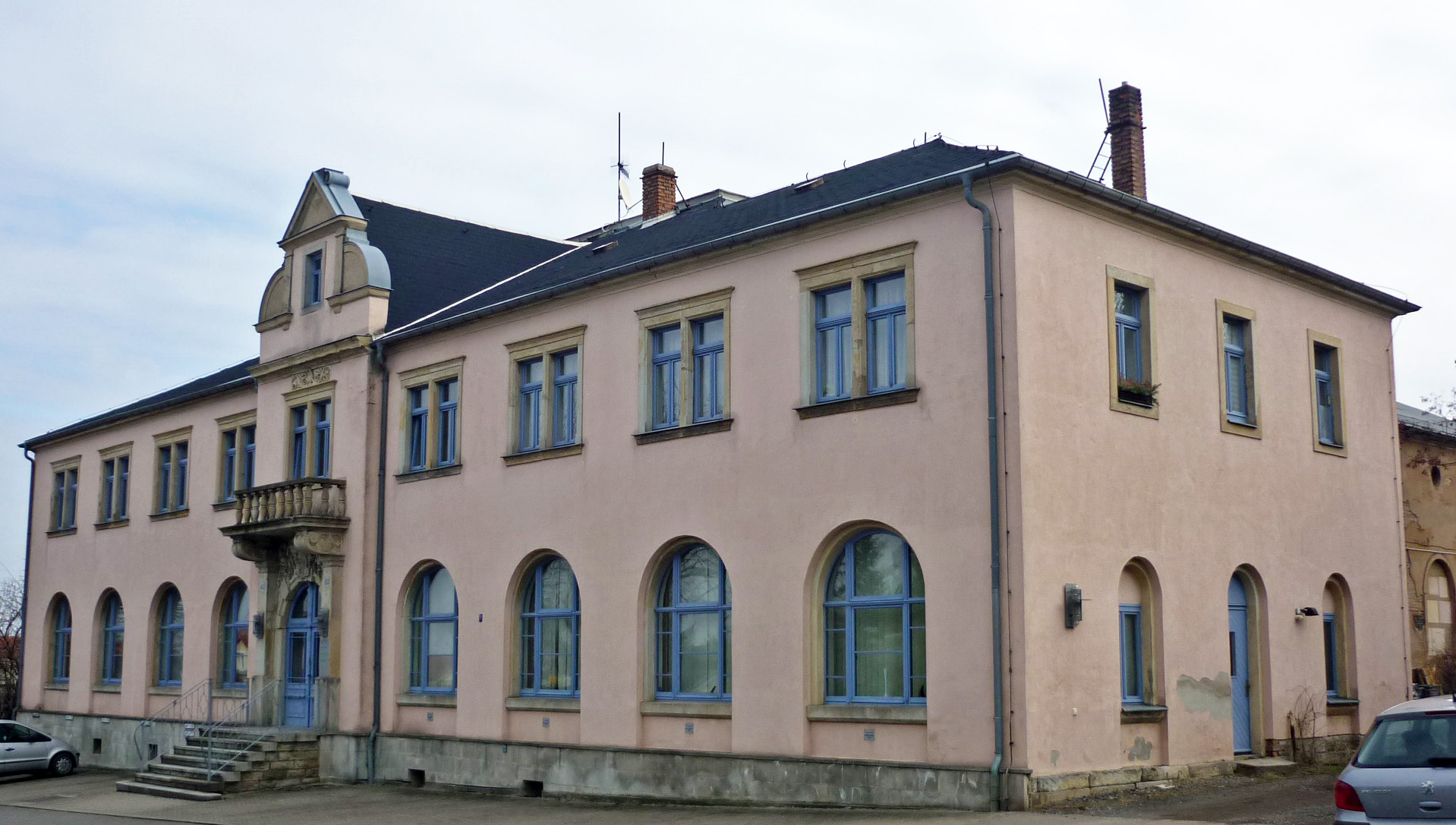
Sitz des Tonateliers des Trickfilmstudios: ehemaliger Gasthof Gittersee, Karlsruher Straße 83 in Dresden-Gittersee, 2012

Das DEFA-Studio für Trickfilme in Dresden war seinerzeit das größte deutsche Animationsfilmstudio. Es entstand aus der Dresdner Außenstelle der DEFA und existierte von 1955 bis 1990 als selbständiger Volkseigener Betrieb (vollständiger Name: VEB DEFA-Studio für Trickfilme Dresden) mit bis zu 250 Mitarbeitern, nach der Wende dann in Form einer Kapitalgesellschaft noch bis zur Abwicklung 1992.
Das Studio war das künstlerische, technische und organisatorische Zentrum für die Entwicklung und Produktion von DEFA-Animationsfilmen in der DDR. Trickfilme entstanden in der DDR ferner beim Fernsehen der DDR, im DEWAG-Studio für Werbefilme und im DEFA-Studio für Dokumentarfilme (betrifft Puppenfilme), jeweils in Ost-Berlin. Neben Letzterem sowie den Studios für populärwissenschaftliche Filme und für Spielfilme, die ebenfalls in Berlin bzw. Potsdam angesiedelt waren, war das Dresdner eines der vier großen DEFA-Studios.
Im Laufe von mehr als drei Jahrzehnten produzierte das Dresdner Studio insgesamt rund 2000 Filme, davon allein 950 Eigenproduktionen für das Kino, vorwiegend animiert unter Anwendung aller damals gängigen Tricktechniken. Darunter befinden sich sowohl Märchen- und Kinderbuchverfilmungen als auch Filme mit politisch-ideologischen sowie sozialkritischen Inhalten. Mit seiner Silhouetten-Animation setzte das Studio internationale Maßstäbe. Den umfangreichen Nachlass verwalten das 1993 gegründete Deutsche Institut für Animationsfilm (DIAF) mit Sitz in Dresden und die DEFA-Stiftung.
Die 950 Eigenproduktionen sind über die Archivplattform Progress Film digital zugänglich und lizenzierbar.

## Sitz
Der Sitz des DEFA-Studios für Trickfilme befand sich während der gesamten Zeit seines Bestehens im Dresdner Stadtteil Gorbitz und lag in Stadtrandnähe am westlichen Elbtalhang. Das Hauptgebäude war der ehemalige Obergorbitzer Gasthof Zum Reichsschmied an der Kesselsdorfer Straße 208, als F 173 seinerzeit Dresdens Hauptausfallstraße nach Westen. Eingeweiht 1902, beherbergte der repräsentative Bau mit seinem markanten Turm nach seiner Zeit als Gasthaus, dessen Name eine Reminiszenz an Otto von Bismarcks Rolle als Reichseiniger war, bereits ab 1938/39 ein Filmstudio. Nach der Enteignung des Inhabers unterstand das Gebäude ab 1946 der DEFA, ab 1955 dem VEB DEFA-Studio für Trickfilme.
Aufgrund seiner baugeschichtlichen Relevanz und wegen seiner Bedeutung für die Geschichte der Filmproduktion in der DDR steht das Bauwerk als eines der Kulturdenkmale in Gorbitz unter Schutz. Ab Mitte der 1960er Jahre wurde es rückseitig um mehrere Bauten erweitert, darunter ein neues Ateliergebäude als unmittelbarer Anbau und ein Heizhaus. Im Vorderhaus befanden sich neben Ateliers auch Verwaltungsräume in oberen Geschossen und die Kantine im Keller. Der Gebäudekomplex besteht gegenwärtig (2021) teilsaniert weiter; zwischenzeitlich abgerissen wurden u. a. das Heizhaus an der Rädestraße, Baracken und das kleine Torhaus bzw. Wachgebäude, das an der Einfahrt westlich des Hauptgebäudes stand. Das Vorderhaus wurde 1992 an den Mitteldeutschen Rundfunk (MDR) und 2005 an ein Unternehmen verkauft, das darin seither ein US-amerikanisches Restaurant betreibt. Ein benachbarter Reitsportfachmarkt erwarb 2005 eine der ehemaligen DEFA-Werkhallen. Die mehr als 60-jährige Nutzung des Hauses als Filmstudio hatte 2000 mit dem Umzug des MDR-Tochterunternehmens nach Leipzig geendet.
Der Betriebsteil Tonatelier des DEFA-Studios für Trickfilme wurde Anfang der 1960er Jahre in eine Außenstelle im südwestlichen Dresdner Stadtteil Gittersee verlegt, etwa vier Kilometer Luftlinie südöstlich des Hauptsitzes. Es war im Saal des ehemaligen Gasthofs Gittersee (Konzert- und Ballsäle Gittersee) an der Karlsruher Straße 83 untergebracht. Auch dieses um 1890 errichtete, nach 1990 sanierte Gebäude, das mittlerweile als Lagerhaus dient, steht unter Denkmalschutz.
Seit 1971 gab es eine Außenstelle in Ost-Berlin, um die Kooperationsbeziehungen mit den Berliner und Babelsberger Studios zu verbessern und den ständigen Kontakt mit übergeordneten Einrichtungen wie der Hauptverwaltung Film und mit Vertragspartnern aufrechtzuerhalten. Zudem war dem DEFA-Studio für Trickfilme die 1980 gegründete Produktionsgruppe Sorbischer Film unterstellt, die ihren Sitz in Bautzen hatte.

## Geschichte

### Vorgeschichte

Logo der DEFA

Ein früher Vorläufer des Trickfilmstudios war das Unternehmen Boehner-Film. Inhaber Fritz Boehner produzierte im NS-Staat vor allem Werbefilme, aber auch Kulturfilme, Propagandafilme und Aufklärungsfilme. Er bediente sich dabei auch Tricktechniken und expandierte mit seinem Betrieb 1938/39 in jene Räume, die 1955 der Sitz des DEFA-Studios für Trickfilme werden sollten. Zu seinen Mitarbeitern gehörten Curt A. Engel, Freimut Kalden und Werner Bergmann. Kurz nach den Luftangriffen auf Dresden, von denen der Gorbitzer Standort nicht unmittelbar betroffen war, verlagerte der Produzent sein Unternehmen im März 1945 nach Wirsberg in Oberfranken. Er erhielt nach Kriegsende von den US-amerikanischen Besatzungsbehörden aber keine Lizenz und kehrte zunächst nach Dresden zurück. Sein von einem Treuhänder geführtes Dresdner Unternehmen arbeitete unter gleichem Namen und an selber Stelle in der Sowjetischen Besatzungszone (SBZ) weiter und wurde dort im Oktober 1945 der SMAD unterstellt. Zum 1. September 1946 wurde es im Rahmen der Industriereform in der SBZ enteignet und in Volkseigentum überführt, woraufhin Boehner in den Westen Deutschlands übersiedelte und neue Unternehmen in Erlangen und Hamburg gründete.
In diesem Zuge erfolgte eine Umbenennung in DEFA-Produktion Sachsen und damit eine Angliederung an die wenige Monate zuvor gegründete DEFA. Zu den Mitarbeitern in dieser Phase zählte neben Erich Gusko u. a. der Kameramann Richard Groschopp, später einer der bekanntesten und renommiertesten DEFA-Regisseure. Bei dem Betrieb handelte es sich ab 1952 um eine Außenstelle des Babelsberger DEFA-Studios für populärwissenschaftliche Filme, die allerdings wegen mangelnder Wirtschaftlichkeit 1954 aufgegeben und deren Kapazität an den Hauptsitz in Babelsberg verlagert wurde.

### Entwicklung von 1955 bis 1990

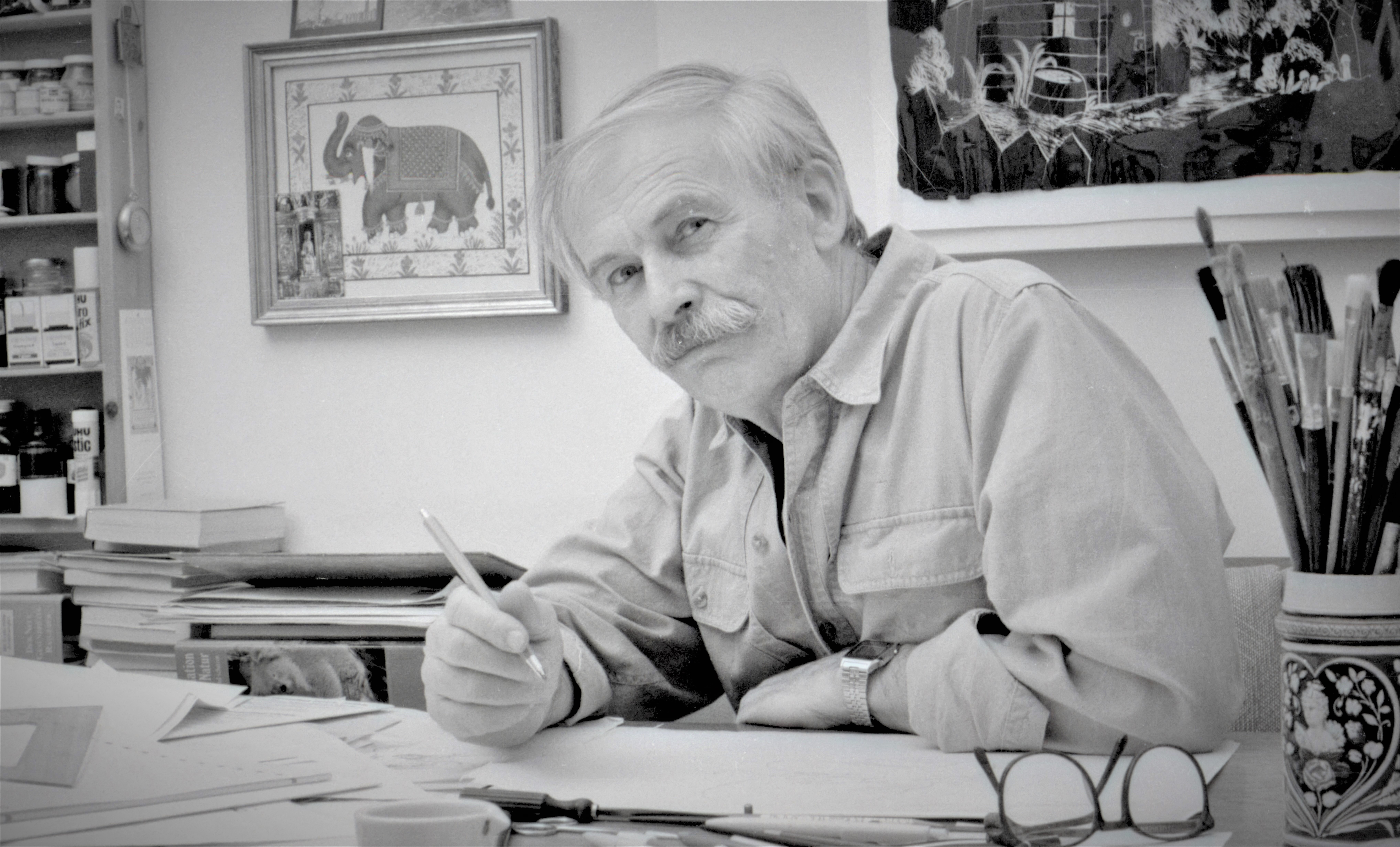
Otto Sacher (1928–2008), 1955 Mitbegründer und bis 1990 Regisseur mit eigenem Filmstab im Trickfilmstudio

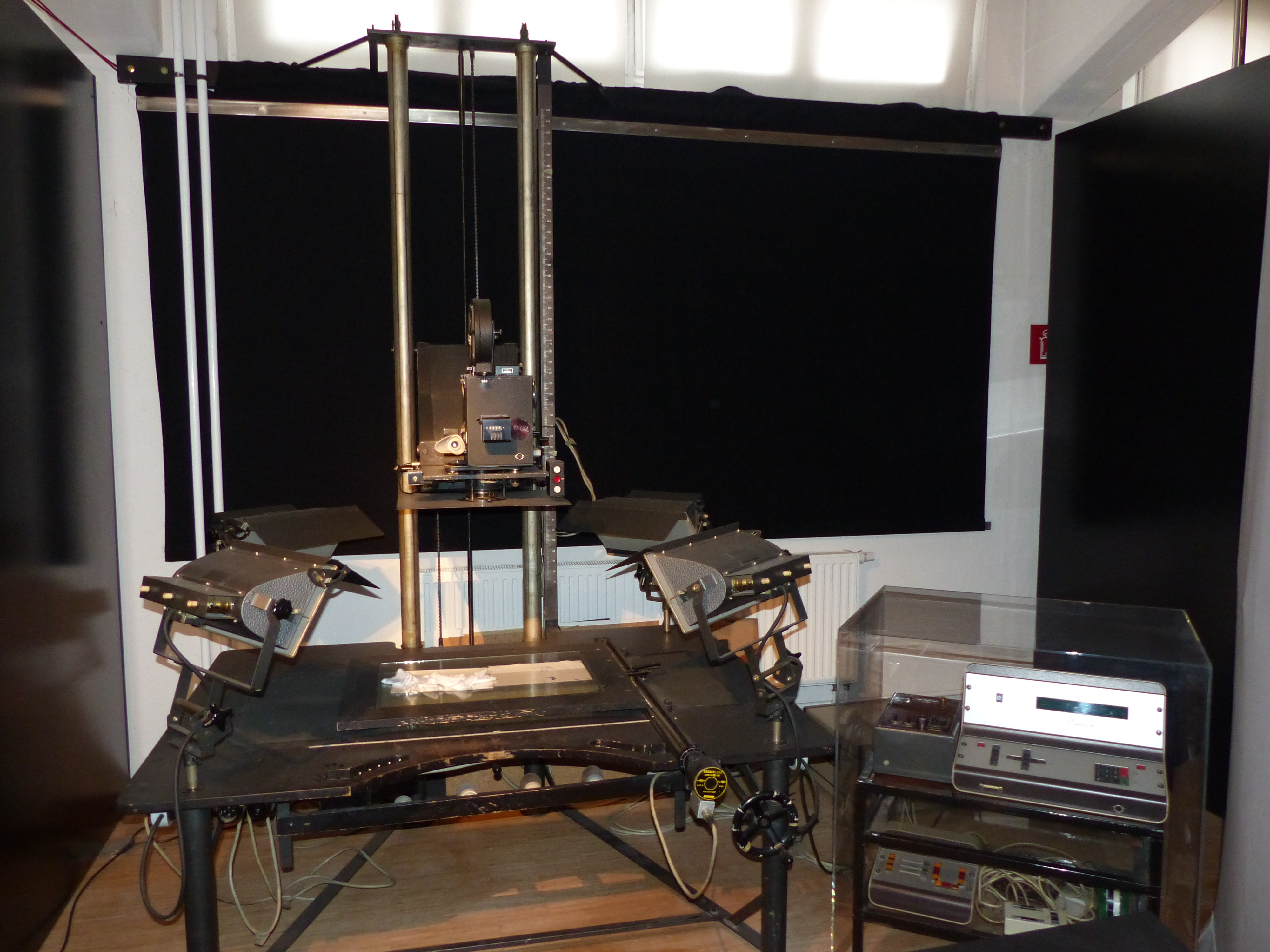
Tricktisch mit Trickfilmkamera aus den 1960er Jahren, ausgestellt in den Technischen Sammlungen Dresden (TSD)

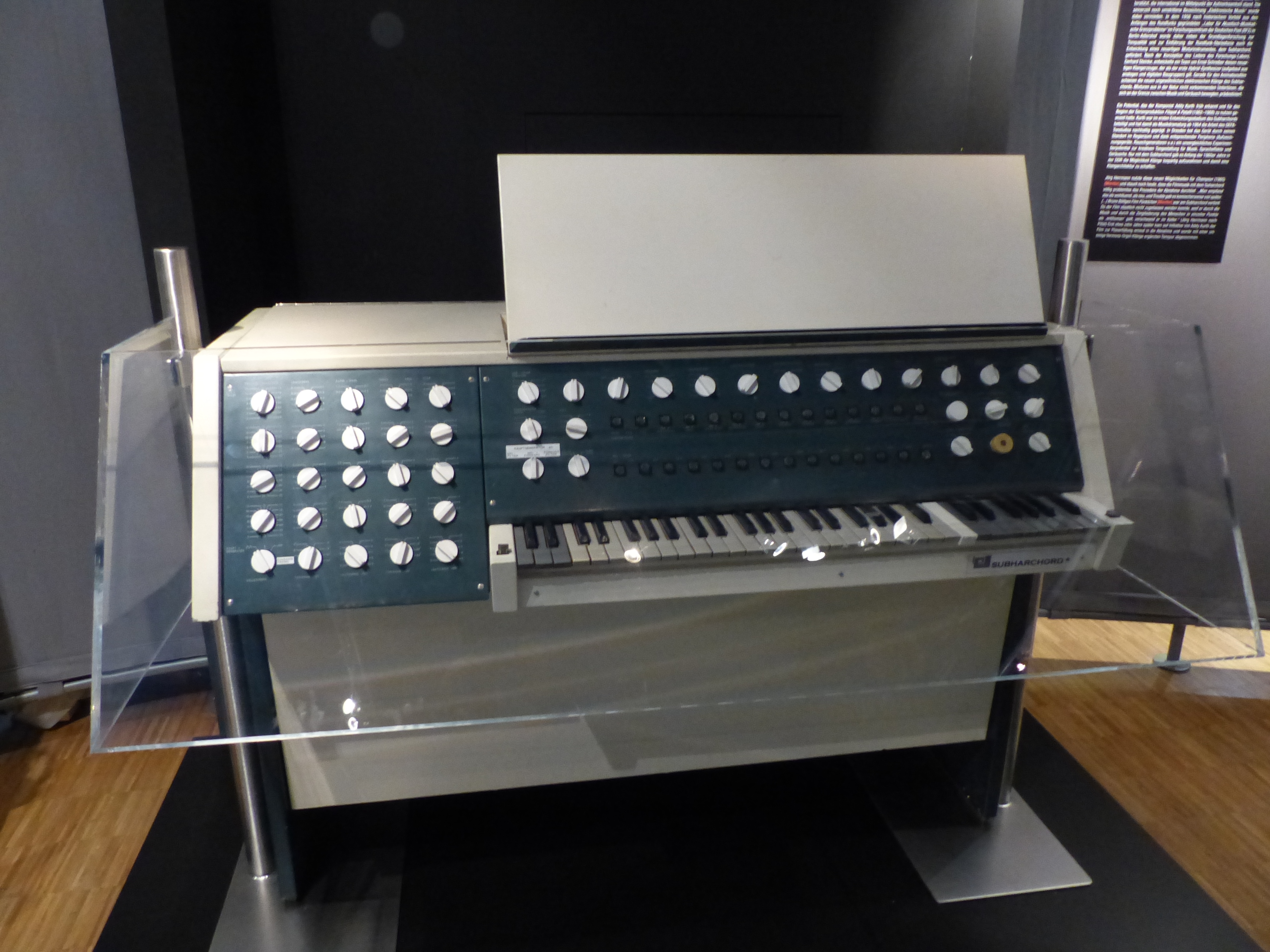
Elektronischer Klangerzeuger Subharchord des Trickfilmstudios von 1966, ausgestellt in den Technischen Sammlungen Dresden (TSD)

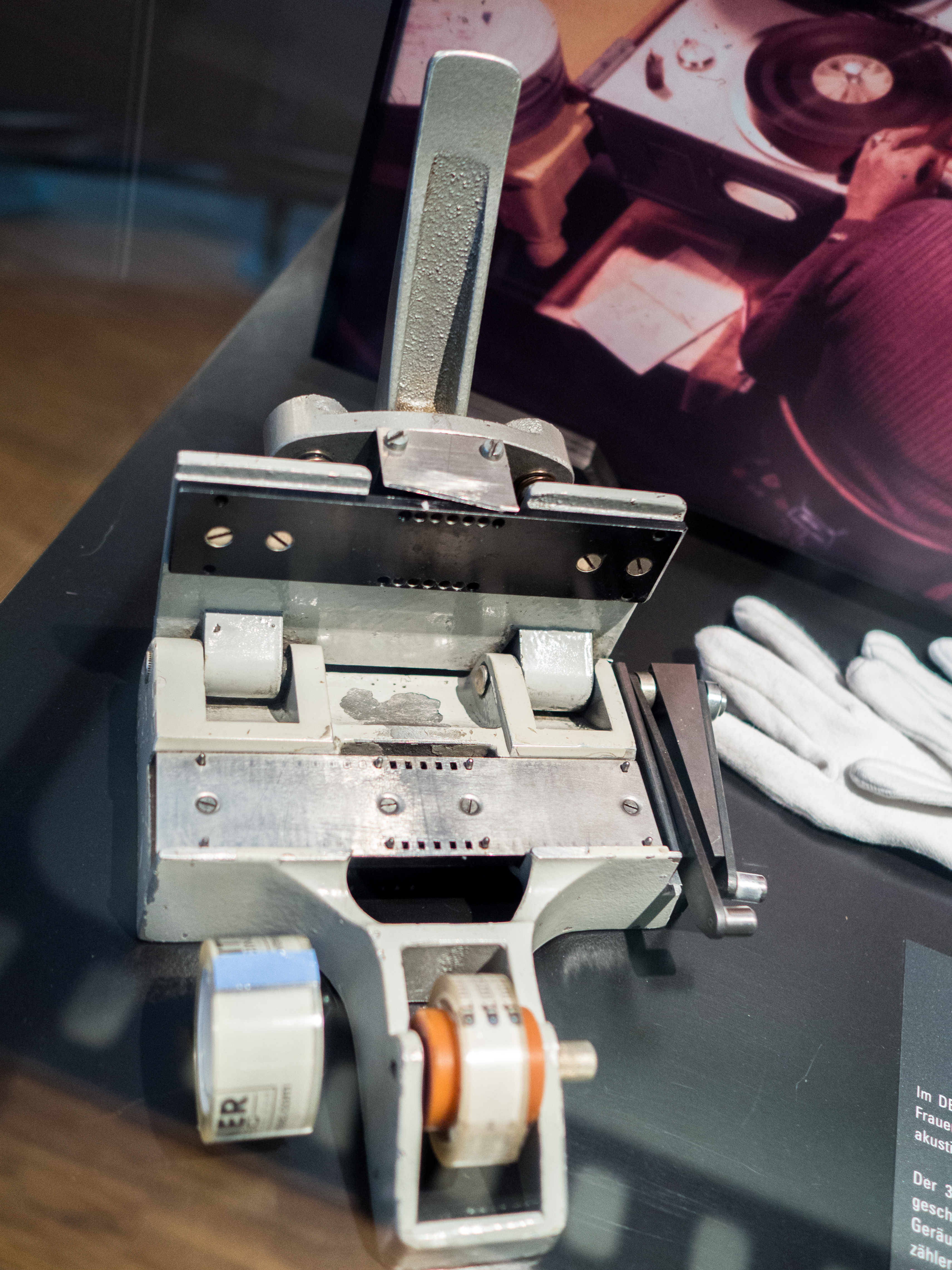
Arbeitsmittel der Schnittmeisterinnen des Trickfilmstudios, ausgestellt in den Technischen Sammlungen Dresden (TSD)

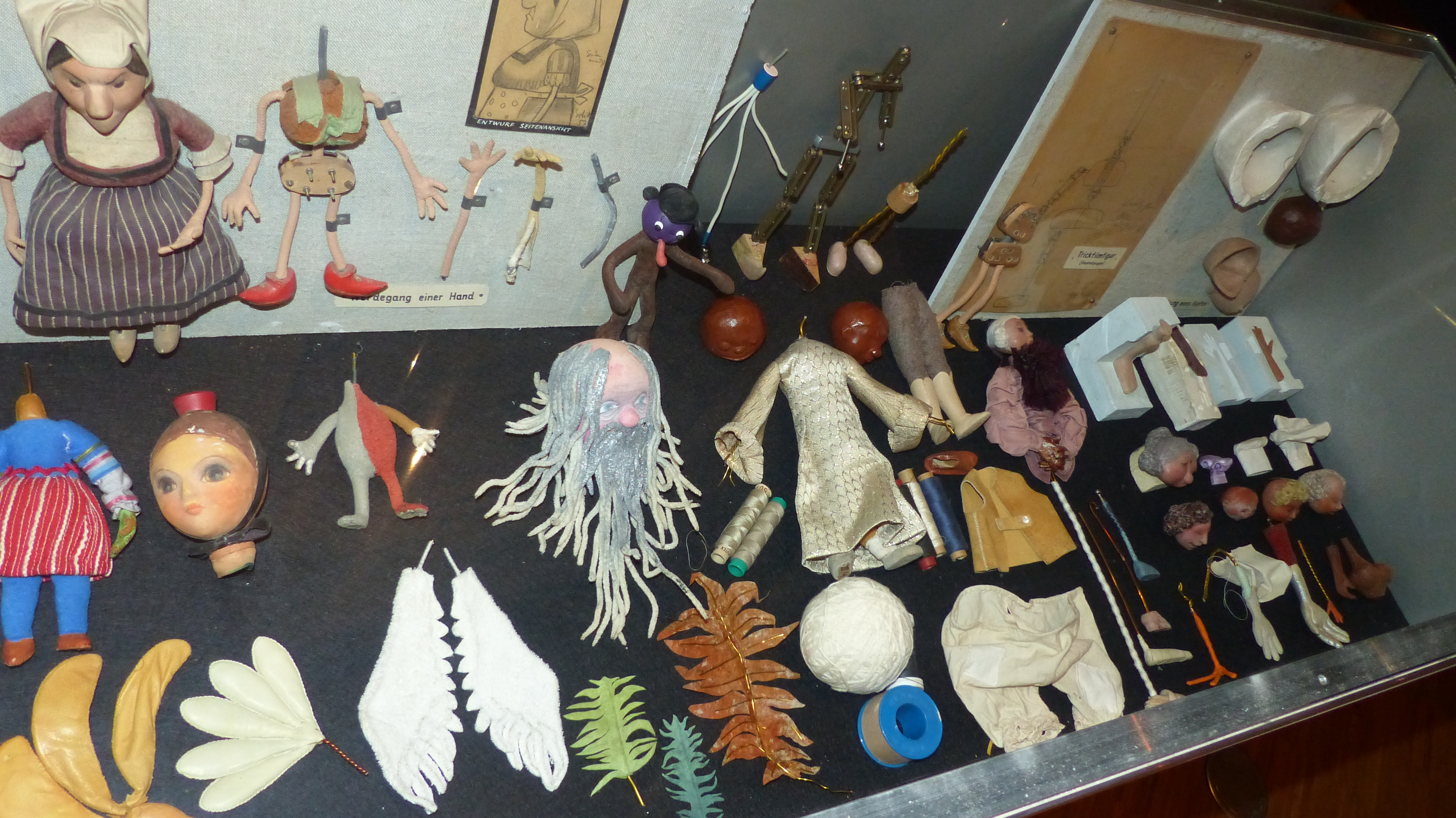
Puppen und Requisiten aus dem Trickfilmstudio, ausgestellt in den Technischen Sammlungen Dresden (TSD)

Am Dresdner Standort sollte im Gegenzug die zunächst 1946 in Berlin angesiedelte Abteilung Zeichenfilm der DEFA, ab 1953 als Abteilung Zeichentrickfilm in Potsdam, konzentriert und ausgebaut werden. Die institutionelle Bündelung geschah nach dem Vorbild des Moskauer Studios Sojusmultfilm. Per Gesetz rückwirkend zum 1. April 1955 wurde die Dresdner Außenstelle aus dem Potsdamer Betrieb herausgelöst und zum selbständigen VEB DEFA-Studio für Trickfilme. Tatsächlich war ein Großteil der Beschäftigten bereits Anfang des Jahres aus Berlin und Potsdam nach Dresden übergesiedelt und seit Januar 1955 in dem neuen Betrieb tätig. Wie die anderen DEFA-Studios auch war er direkt der Hauptverwaltung Film beim Ministerium für Kultur unterstellt. Die anfänglich 80 Mitarbeiter waren auf acht Filmstäbe verteilt, davon jeweils drei für Zeichentrick (leitende Regisseure Lothar Barke, Klaus Georgi, Otto Sacher) und für Puppentrick (Johannes Hempel als Regisseur, Herbert K. Schulz, Kurt Weiler), einer für Silhouettenfilm (Bruno J. Böttge) und einer für Handpuppenspiel (Erich Hammer).
Die ersten Jahre waren von viel Improvisation gekennzeichnet, da es im Haus zunächst an Technik, Ausstattung und Erfahrung mangelte. Im Gebäude kam es zu umfangreichen Aus- und Umbauarbeiten. Das Puppen- und Handpuppenatelier entstand im ehemaligen Tanzsaal. Die Kegelbahn wurde für Vorführungen, als Archiv und für Schneideräume umgerüstet. Dabei war das Ziel staatlicherseits durch eine indoktrinierte Kulturpolitik klar vorgegeben: Die in dem Studio produzierten Filme sollten der Erziehung und Bildung der jungen Generation zu sozialistischen Persönlichkeiten dienen, aber auch der Erwachsenenqualifizierung. „Blickt man heute mit dem Abstand der Jahre auf die Filme vor allem der Anfangszeit, so ist zwar eine gewisse moralinhaltige Didaktik nicht zu übersehen, aber es erstaunen zugleich Charme, Liebenswürdigkeit und Freundlichkeit bei einfachster Fabelführung.“
Die Zahl der Mitarbeiter stieg auf 156 im Jahr 1957 an und auch die Anzahl der jährlich produzierten Filme entwickelte sich von zwei (1955) zu 17 (1956) und 20 (1957). In den 1950er Jahren entstanden sie ausschließlich für das Kino, und zwar schon frühzeitig nach einem festgelegten, mit dem Filmauswerter Progress Film abgestimmten Jahresplan. In den frühen 1960er Jahren kam mit dem Deutschen Fernsehfunk, dem staatlichen Fernsehen der DDR, ein zweiter wichtiger Auftraggeber hinzu, für den das Trickfilmstudio u. a. ab 1963 bis 1976 Werbespots (zuletzt zwei im Jahr) für die Sendung Tausend Tele-Tips produzierte. Daneben gab es weitere Partner wie das Deutsche Hygiene-Museum, für das mehrere Kundi-Filme entstanden, sowie der Freie Deutsche Gewerkschaftsbund (FDGB), der die Filmreihe Theo und der Arbeitsschutz in Auftrag gab. Zum Klassiker mit hoher Bekanntheit avancierte vor allem Lothar Barkes Zeichentrickfilm Alarm im Kasperletheater von 1960.
In Dresden befand sich die komplette Produktionslinie für Animationsfilme, einzig das Kopierwerk war beim DEFA-Studio für Wochenschau und Dokumentarfilm in Berlin angesiedelt. Die Filme aus dem Dresdner DEFA-Studio bedienen sämtliche klassischen Animationstechniken und Genres aus den Bereichen der 2D-Animation und Stop-Motion, etwa Zeichentrickfilme, Flachfigurenfilme, Silhouetten-Animationen, Knetanimationen und Puppentrickfilme. Auf diese Weise entstanden dort in den 1970er und 1980er Jahren jährlich rund 60 Filme. Davon entfielen rund 70 Prozent auf Werke für Kinder, wobei die Hauptzielgruppe ein Alter von vier bis acht Jahren hatte. Die übrigen 30 Prozent waren Filme für das Beiprogramm in Kinos, für das Fernsehen und andere Auftraggeber. Die Produkte wurden in mehr als 100 Länder weltweit exportiert.
Zwar waren Kinderfilme das Hauptprodukt, doch phasenweise entstanden auch Werke für Erwachsene – Trickfilme galten damals in der Erwachsenenunterhaltung als gleichberechtigtes Medium neben Realfilmen. „Parabeln oder Satiren lassen sich trefflich mit den verknappenden Mitteln des Trickfilms formulieren. Darauf setzten einige der Handpuppenfilme der sechziger Jahre. […] Gegenwartsthemen sollten in das etwas brave Genre Einzug halten. […] Die Holzköpfe aus dem wirklichen Leben wollte man mit den Holzköpfen der Puppen ad absurdum führen. Es entstanden eine Handvoll Filme, amüsant und mit leiser Gesellschaftskritik, die aber in Berlin als Donnern ankam.“ Folge war, dass die fertigen Streifen der Zensur in der DDR zum Opfer fielen und nicht veröffentlicht wurden, was zur baldigen Einstellung der Handpuppenfilmproduktion für Erwachsene führte. Alle Filme benötigten zur Freigabe die Genehmigung eines Gremiums der Hauptverwaltung Film. Die inhaltliche Offenheit tschechoslowakischer, polnischer oder ungarischer Filme aus dieser Ära erreichten die DEFA-Filme nicht.
Zur Ausbildung neuer Mitarbeiter gab es ab 1961 an der Hochschule für Bildende Künste Dresden (Kunstakademie) die neue Fachrichtung Trickfilm unter Dozent Otto Sacher. Der einsetzende ökonomische Erfolg verleitete die Verantwortlichen 1962 zu Neubauplänen für ein Studio im Stadtteil Zschertnitz südlich der Innenstadt, in dem die Filme industriell gefertigt werden sollten. Allerdings blieben diese Pläne unausgeführt, weil die staatlichen Ausgaben durch die Kubakrise im selben Jahr anstiegen. Folglich kam es ab Mitte der 1960er Jahre bis Anfang der 1970er Jahre am Standort in Gorbitz zu Ausbau- und Ertüchtigungsmaßnahmen, durch die das Dresdner zeitweilig das modernste Trickfilmstudio Europas war. Bei der Vertonung der Trickfilme experimentierte das Trickfilmstudio u. a. mit einem betriebseigenen Subharchord, einem in der DDR entwickelten elektronischen Musikinstrument.
In den 1970er Jahren öffnete sich die DDR internationalen Einflüssen. Das führte zu ersten Co-Produktionen und einer jahrelangen Zusammenarbeit mit der Association internationale du film d’animation (Asifa), dem sowjetischen Studio Sojusmultfilm in Moskau und dem tschechoslowakischen Studio Krátký Film in Prag. In Partnerschaft mit Letzterem, der Produktionsstätte der international erfolgreichen Serie Der kleine Maulwurf, entstand u. a. die 13-teilige Rübezahl-Reihe. Auftragsarbeiten wurden auch für das italienische Fernsehen ausgeführt. Gelegentliche Co-Produktionen gab es mit Studios in Polen, Bulgarien und Vietnam. Allerdings wurden die Filme und die gesamte Arbeitsatmosphäre ebenfalls in den 1970er Jahren zunehmend politisiert, was der damaligen Studioleitung unter dem „politisch schärfsten Direktor und Hardliner“ Wolfgang Kernicke zuzuschreiben, aber auch eine Reaktion auf die Ausbürgerung Wolf Biermanns 1976 war. Zu den Werken zählten auch Animationsfilme über Friedrich Engels sowie über das von ihm mitverfasste Manifest der Kommunistischen Partei.
Eine thematische Öffnung der Filme erfolgte schließlich in den 1980er Jahren. Damit verbunden ist das Wirken von Marion Rasche in ihrer neuen Funktion ab 1981 als Chefdramaturgin und Künstlerische Leiterin. Sie brachte neue Innovationen in das Studioleben und setzte dabei zahlreiche Filmprojekte gegen Widerstände durch. Es gab zwar viele Auseinandersetzungen und Rückschläge, aber auch neue Sichtweisen und Impulse. Zahlreiche Filme setzten sich mit den Zuständen in der DDR auseinander, wobei sich besonders Sieglinde Hamacher mit ihren Animationen als scharfsinnige Beobachterin profilierte. Die zuletzt rund 250 Mitarbeiter produzierten vor allem kürzere Streifen. Abendfüllende Filme blieben die Ausnahme, konnten aber wie Die fliegende Windmühle, 1982 unter der Regie von Günter Rätz entstanden, sehr erfolgreich sein. Das Jahresbudget des DEFA-Studios für Trickfilme belief sich in der Regel auf rund 6 Mio. Mark, 1989 wurden sogar Filme für 8,5 Mio. Mark realisiert, davon 4,1 Mio. Mark für 24 Kino- sowie 2,8 Mio. Mark für Fernsehfilme.
Einen Sonderfall stellte die 1980 gegründete Produktionsgruppe Sorbischer Film dar. Sie diente der Pflege und Förderung der sorbischen Kultur in den Bezirken Dresden und Cottbus und hatte unter der Leitung von Toni Bruk ihren Sitz in Bautzen. Sie war dem VEB DEFA-Studio für Trickfilme in Dresden organisatorisch angeschlossen, produzierte aber vor allem Kurz- und Dokumentarfilme über die Situation dieser ethnischen Minderheit. Co-Produktionen entstanden mit Studios aus anderen slawischsprachigen Staaten, darunter auch die SFR Jugoslawien.
Im Laufe der Jahre wurden die Werke aus dem DEFA-Trickfilmstudio vielfach ausgezeichnet, u. a. beim Kinderfilmfestival Goldener Spatz. Zum 30. Jahrestag der Gründung erhielt es 1985 für sein Gesamtschaffen den Findlingspreis. Bereits 1982 hatte ein sechsköpfiges Kollektiv von Regisseuren des DEFA-Trickfilmstudios „für seine Maßstäbe setzenden Leistungen bei der Entwicklung des sozialistischen Animationsfilms“ den Nationalpreis der DDR III. Klasse für Kunst und Literatur erhalten.

### Wende und Abwicklung
Der Filmverleih Progress und das Fernsehen der DDR hatten bis 1989 noch für volle Auftragsbücher im Studio gesorgt, brachen aber infolge der Wende 1990 als Partner ebenso weg wie das Deutsche Hygiene-Museum, der FDGB, das DDR-Innenministerium und verschiedene Industriebetriebe. Der bisherige Volkseigene Betrieb firmierte im Zuge der Aktivitäten der Treuhandanstalt in die DEFA Dresden GmbH um. Die angefangenen Filme wurden noch mit Geld des Bundesinnenministeriums fertiggestellt. Allerdings fehlten neue künstlerische Konzepte ebenso wie kaufmännisches Wissen sowie Kenntnisse über Bedarf und Nachfrage bei den Zielgruppen. Das Unternehmen geriet in eine wirtschaftliche Schieflage. Das führte im Sommer 1991 zur Entlassung der Regisseure und Schnittmeisterinnen und zur Schließung am 30. Juni 1992. Eine Fortführung in kleinerem Rahmen erschien möglich, blieb aber zugunsten des rentableren Verkaufs aus. Einer der Geschäftsführer in dieser Phase war Jürgen Vahlberg. Nach der Schließung als Produktionsstätte firmierte das Unternehmen unter bewusster namentlicher Anlehnung in DREFA GmbH um, eine Abkürzung für Dresdner Filmatelier.
Die von der Treuhandanstalt angestrebte Privatisierung erfolgte schließlich im Dezember 1992 mit der Übernahme durch den Mitteldeutschen Rundfunk (MDR). Er kaufte den Gorbitzer Gebäudekomplex mit dem Ziel, den Standort zu einem wichtigen Medien- und Produktionszentrum zu entwickeln, und machte die DREFA GmbH zu seinem Tochterunternehmen. Es wurde 1997 in eine Holdinggesellschaft umgewandelt und firmierte seit 1999 als DREFA Media Holding GmbH, deren Name auch beim Umzug nach Leipzig bestehen blieb und zu der u. a. das Deutsche Fernsehballett gehörte. Aus ihr ging schließlich die 2020 gegründete MDR Media GmbH mit Sitz in Erfurt hervor, eine Führungs- und Finanzholding für verschiedene Beteiligungsunternehmen des MDR, bspw. die Saxonia Media Filmproduktion und die Bavaria Film. Der Name DREFA lebt dabei auch gegenwärtig (Stand: 2023) als Namensbestandteil der DREFA Immobilien Management GmbH fort, die als Tochterunternehmen u. a. die Anlagen der Media City Leipzig verwaltet. Noch bis zu ihrer Demontage und anschließenden Einlagerung in Leipzig im September 2013 waren zwei große Firmenschilder mit dem DREFA-Schriftzug weithin sichtbar am Turm des Hauptgebäudes des einstigen Trickfilmstudios angebracht.
Aus der Produktionsgruppe Sorbischer Film ging 1990 das SORABIA-Film-Studio hervor, das seinen Sitz im Bautzener Haus der Sorben hat und vor allem Dokumentarfilme über das Leben, die Kultur und Geschichte der Sorben sowie Kinderfilme und Filme für den sorbischen Schulunterricht produziert.

## Organisation
| Zeitraum  | Name               |
| --------- | ------------------ |
| 1955      | Rolf Cichon        |
| 1955–1961 | Carl Deutschmann   |
| 1961–1962 | Herbert Gute       |
| 1962–1963 | Erhard Mai         |
| 1964–1969 | Hans Grümmer       |
| 1969–1979 | Wolfgang Kernicke  |
| 1979–1980 | Ernst A. Schade    |
| 1981–1990 | Thomas Wedegärtner |

Die Leitung oblag dem Studiodirektor. Er hatte mehrere Fachbereichsleiter unter sich, u. a. für die Sparten Produktion, Technik und Ökonomie. Zudem war ein Künstlerischer Leiter für die Abnahme des Drehbuches sowie des Gestaltungsentwurfes und die Freigabe zur Produktion verantwortlich. Der Chefdramaturg war zuständig für die thematische Planung und Stoffentwicklung. Die Untergliederung erfolgte zunächst in die Produktionsgruppen Zeichentrick, Puppentrick/Legetrick, Silhouettenfilm und Handpuppenfilm. Im Jahr 1964 kam eine Arbeitsgruppe Werbefilm hinzu. In den 1980er Jahren bestanden die Produktionsgruppen Zeichentrick, Puppentrick, Flachtrick, Handpuppenfilm/Realfilm sowie die Produktionsgruppe Sorbischer Film. Von den zuletzt rund 250 Mitarbeitern waren 150 im künstlerischen Bereich tätig. Der Frauenanteil lag 1990 bei 44 Prozent.

## Nachlass
Vom DEFA-Studio für Trickfilme blieb der Großteil der Animationsfilme für Kino und Fernsehen erhalten. Neben diesem audiovisuellen gehört aber auch das künstlerische Material zu den Hinterlassenschaften, darunter ca. 1500 Figuren und Puppen, 3000 Requisiten und Bauten, zehntausende Zeichentrickphasen, hunderte grafische Entwürfe, Silhouetten und Flachtrickfiguren sowie zahlreiche Schrift- und Bilddokumente wie bspw. Presseartikel; ein Teil verfiel Anfang der 1990er Jahre allerdings auch der Entsorgung.
Das in Reaktion auf die Studioschließung und auf Anregung des Filmverbandes Sachsen am 16. November 1993 von Trickfilmenthusiasten gegründete Deutsche Institut für Animationsfilm (DIAF) mit Sitz in Dresden erhielt dieses Erbe treuhänderisch vom Filmarchiv des Bundesarchivs, verwaltet es gemeinsam mit der DEFA-Stiftung und arbeitet es auf. Dadurch bleibt es im Rahmen von Ausstellungen, Filmveranstaltungen, Festivalpräsentationen und Publikationen für die Öffentlichkeit zugänglich. Das DIAF unterhält seinen Vereinssitz im Kraftwerk Mitte und sein umfangreiches Archiv sowie eine 2002 eingerichtete, am 21. Dezember 2016 nach Neukonzipierung wiedereröffnete Dauerausstellung in den Technischen Sammlungen Dresden (TSD) im Hauptgebäude der ehemaligen Ernemann-Werke und des VEB Pentacon, ebenfalls einem Dresdner Haus mit Filmtradition. Bei den Internationalen Filmfestspielen Berlin 2015 wurde anlässlich des 60. Jahrestags der Studiogründung ein Digitalisierungsprojekt von 60 herausragenden DEFA-Animationsfilmen gestartet.
Die DEFA-Stiftung digitalisierte seit 2012 bereits mehr als 150 Filme des Studios (Stand: September 2023). Marion Rasche produzierte für die Stiftung eine Reihe an Zeitzeugengesprächen mit früheren Mitarbeiterinnen und Mitarbeitern. Die Filmschaffenden Kurt Weiler (2004), Lutz Dammbeck (2005) und Marion Rasche (2019) wurden für ihre Verdienste im Studio mit Preisen der DEFA-Stiftung gewürdigt. 2019 tourte Lutz Dammbeck unter der Überschrift Art & Power: Lutz Dammbeck mit seinem filmischen Werk, darunter auch mehreren Produktionen aus dem DEFA-Studio für Trickfilme, durch die USA.
Im Bundesarchiv lagern 1085 Aufbewahrungseinheiten zum DEFA-Trickfilmstudio, die insgesamt 24 laufende Meter Schriftgut ergeben. Ehemalige Mitarbeiter des DEFA-Studios für Trickfilme gründeten nach der Wende zwei eigene kleine Studios in Dresden, Hylas Trickfilm sowie Ralf Kukulas Balance Film, die auch gegenwärtig (Stand: 2023) Bestand haben. Hinzu kommt das Studio des Trickfilmproduzenten und Silhouettenfilmers Jörg Herrmann im benachbarten Kreischa. Beim Filmfest Dresden liegt aufgrund der Trickfilm-Historie Dresdens ein Schwerpunkt auf dem Animationsfilm.

## Auswahl im Dresdner DEFA-Studio produzierter Filme

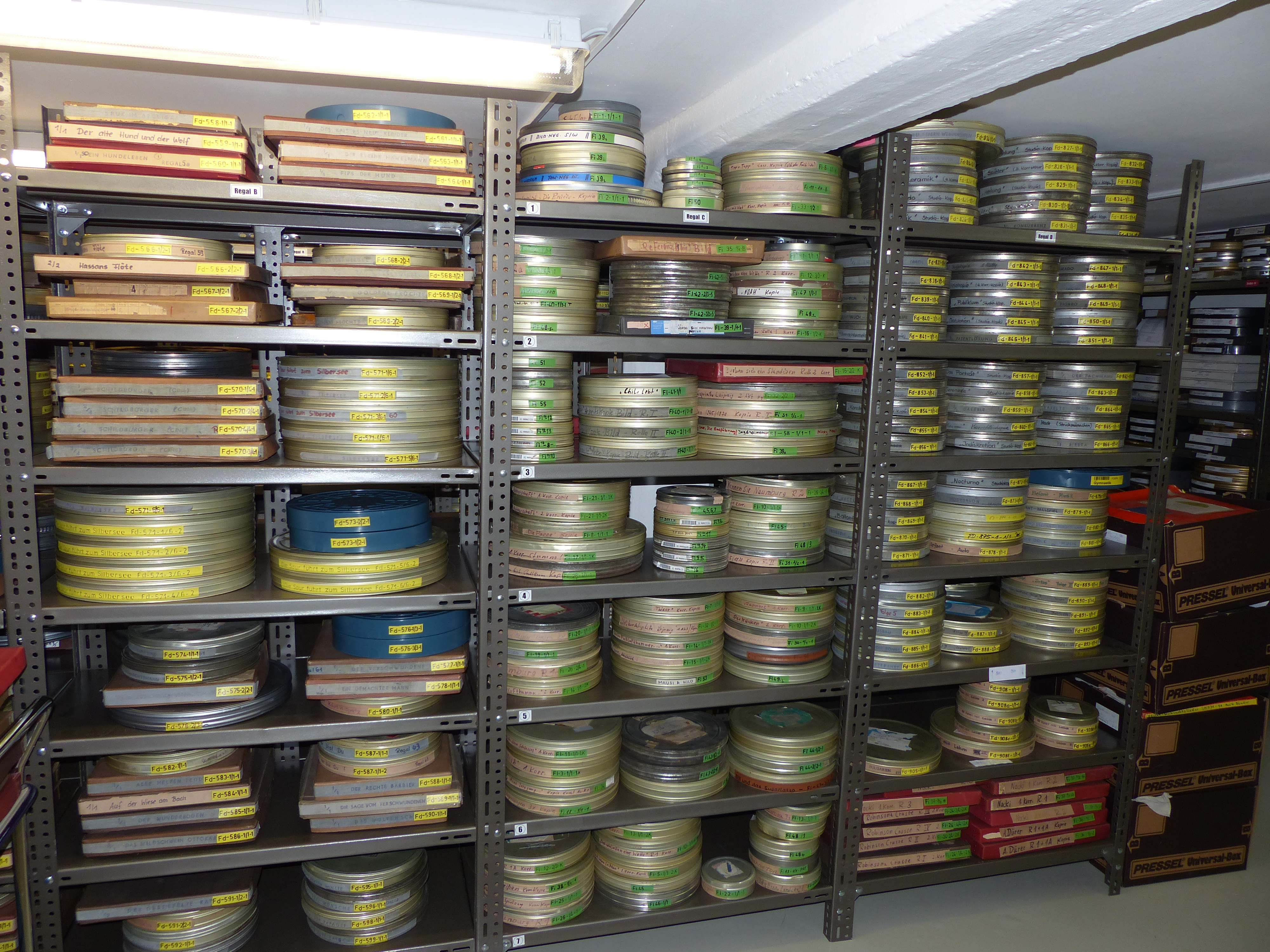
Filmakte aus dem DEFA-Studio für Trickfilme im Archiv des Deutschen Instituts für Animationsfilm

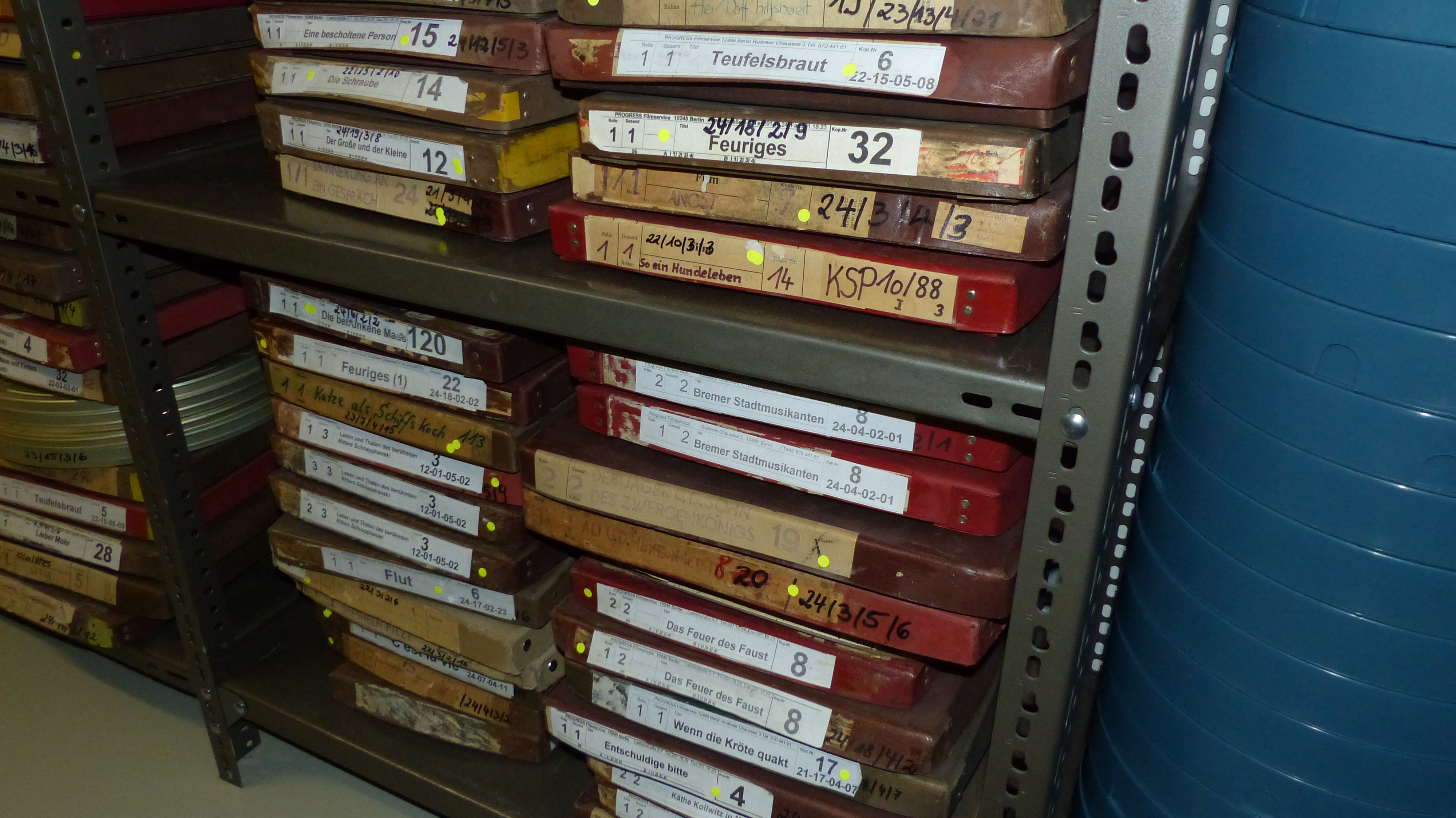
Original-Filme aus dem DEFA-Studio für Trickfilme im Archiv des Deutschen Instituts für Animationsfilm

In Klammern ist jeweils das Produktionsjahr angegeben.

### Trickfilme
- Blaue Mäuse gibt es nicht (1958)
- Alarm im Kasperletheater (1960)
- Da helfen keine Pillen (1961)
- … Dass Euch da kein Licht aufgeht! (1961)
- Die seltsame Historia von den Schiltbürgern (1961)
- Die Musici (1963)
- Nur ein Märchen (1963)
- Unternehmen Proxima Centauri (1963)
- Hugo Leichtsinn geht um (1964)
- Der fliegende Großvater (1965)
- Der Apostel (1967)
- Vater und die Kur (1972)
- David und Goliath (1981)
- Die fliegende Windmühle (1982)
- Copyright by Luther (1983)
- Es waren einmal drei Schwestern... (1983)
- Die Weihnachtsgans Auguste (1985)
- Das Birnenmädchen (1989)
- Die Spur führt zum Silbersee (1990)
- Als es noch Wassermänner gab (1991)

### Serien
- Filopat und Patafil (1962–1968)
- Feuerwehr Felicitas (1968–1975)
- Spielzeugkiste (1969–1985)
- Mit Jan und Tini auf Reisen (1970–1990)
- Theo und der Arbeitsschutz (1973–1989)
- Rübezahl (1975–1983)

### Dokumentarfilme
- Zeichner – Zeuge – Zeitgenosse (1971)
- Die geflügelte Schlange (1972)
- O Buchenwald (1984)
- Leben am Fließ – W Błotach (1990)

## Auswahl von Mitarbeitern des DEFA-Studios für Trickfilme
In Klammern sind jeweils das Geburts- und Sterbejahr angegeben, dahinter folgt die für das Studio ausgeübte Tätigkeit.
- Lothar Barke (1926–2010), Animator und Regisseur
- Arndt Bause (1936–2003), Filmmusik-Komponist
- Gerhard Behrendt (1929–2006), Puppengestalter und Animator
- Bruno J. Böttge (1925–1981), Regisseur
- Elke Bräuniger (1943–2018), Regisseurin und Animatorin
- Toni Bruk (1947–2020), Regisseur
- Lutz Dammbeck (* 1948), Regisseur
- Jörg d’Bomba (1930–2022), Regisseur
- Heinz Drache (1929–1989), Filmszenenbildner
- Klaus Eberhard (1933–2010), Szenenbildner
- Barbara Eckhold (* 1944), Regisseurin und Animatorin
- Thea Elster (1930–2025), Sprecherin
- Heinz Engelmann (1909–1989), Zeichner
- Hedda Gehm (1943–2024), Dramaturgin
- Katja Georgi (1928–2022), Regisseurin
- Klaus Georgi (1925–2012), Regisseur
- Jürgen Günther (1938–2015), Zeichner
- Sieglinde Hamacher (1936–2020), Regisseurin, Phasenzeichnerin
- Will Hamacher (1917–1974), Regisseur, Animator
- Richard Hambach (1917–2011), Zeichner
- Erich Hammer (1915–2001), Puppenspieler und Regisseur
- Johannes Hempel (1917–1998), Regisseur
- Jörg Herrmann (* 1941), Animator und Regisseur
- Eduard Hessheimer (1921–1992), Zeichner
- Ernst Hirsch (* 1936), Regisseur
- Horst Jockusch (1925–2014), Grafiker
- Jörn Kalkbrenner (* 1950), Autor
- Hans Kazzer (* 1940), Puppengestalter
- Johannes Kotte (1908–1970), Filmbildner
- Monika Krauße-Anderson (1929–2021), Regisseurin, Künstlerische Leiterin
- Ralf Kukula (* 1962), Zeichner und Regisseur
- Rosemarie Küssner (1921–1994), Animatorin
- Eva Natus-Šalamoun (1936–2014), Regisseurin
- Gerd Mackensen (1949–2023), Grafiker
- Otto Gerhard Müller (1924–1992), Gestalter
- Dietrich Nitzsche (1934–2018), Bildhauer
- César Olhagaray (* 1951), Regisseur
- Ina Rarisch (1926–2012), Regisseurin und Animatorin
- Marion Rasche (* 1944), Dramaturgin, Künstlerische Leiterin, Regisseurin
- Werner Rataiczyk (1921–2021), Grafiker
- Günter Rätz (1935–2024), Regisseur
- Walter Rehn (1921–2004), Chefzeichner
- Lauretta Rix (1926–2009), Szenenbildnerin und Puppengestalterin
- Otto Sacher (1928–2008), Regisseur
- Joachim Schlese (* 1939), Drehbuchautor und Regieassistent
- Sabine Scholze (1944–2023), Dramaturgin
- Hans Schroeder (1928–2014), Grafiker und Puppenspieler
- Herbert K. Schulz (1926–1985), Regisseur und Puppenspieler
- Walter Später (1925–2025), Regisseur und Puppenspieler
- Lutz Stützner (1957–2021), Regisseur und Zeichner
- Jan Suski (* 1964), Animator
- Horst J. Tappert (1939–2006), Regisseur, Puppengestalter und Szenograph
- Aini Teufel (1933–2025), Zeichnerin
- Inge Thiess-Böttner (1924–2001), Regieassistentin
- Peter Voigt (1933–2015), Colorist, Phasenzeichner und Regisseur
- Kurt Weiler (1921–2016), Regisseur
- Eberhard Weise (* 1934), Filmmusik-Komponist
- Christl Wiemer (1929–2021), Regisseurin
- Hans-Ulrich Wiemer (1929–2012), Regisseur